# Bartłomiej Golka
Bartłomiej Golka (ur. 26 września 1934) – polski medioznawca, profesor doktor habilitowany w dziedzinie nauk społecznych, specjalista w zakresie zagranicznych systemów medialnych.

## Życiorys
Był wykładowcą i profesorem zwyczajnym w Instytucie Dziennikarstwa Uniwersytetu Warszawskiego, wykładał też w Wyższej Szkole Umiejętności Społecznych w Poznaniu. Pełnił na Uniwersytecie Warszawskim funkcję dziekana Wydziału Dziennikarstwa i Nauk Politycznych (1978–1981) i przewodniczącego Rady Naukowej Instytutu Dziennikarstwa, jest autorem kilku dzieł literackich oraz wielu dzieł naukowych, m.in. monografii na temat systemów medialnych w Stanach Zjednoczonych i we Francji. Uważany jest za polskiego pioniera badań nad zagranicznymi systemami medialnymi.
Wśród wypromowanych przez niego doktorów znaleźli się: Ewa Stasiak-Jazukiewicz (1982), Radosław Sajna (2005).
Należał do Polskiej Zjednoczonej Partii Robotniczej. W latach 70. był I sekretarzem POP PZPR na Wydziale Dziennikarstwa i Nauk Politycznych Uniwersytetu Warszawskiego.